# Mały Staw
Mały Staw (německy Kleiner Teich) je ledovcové jezero, které se nachází na jihozápadě Polska (Dolnoslezské vojvodství) na severní straně Krkonoš na území polského Krkonošského národního parku. Toto karové jezero vzniklo v ledovcovém kotli na severovýchodním úbočí Stříbrného hřbetu pod planinou Równia pod Śnieżką. Je to druhé největší jezero Krkonoš. Má rozlohu 2,881 ha. Dosahuje maximální hloubky 7,3 m a průměrné hloubky 3,45 m. Leží v nadmořské výšce 1183 m. Objem vody představuje 99 900 m³.

## Vodní režim
Jezerem protéká Łomnica (povodí Bobru), jejíž pramen se nachází pod planinou Równia pod Śnieżką.

## Vlastnosti vody
Voda v jezeře je čistá a průzračná. Ani v létě nepřesahuje 14 °C. V zimě je více než půl roku pokryto ledem.

## Fauna a flóra
Ve vodě žije wirek, pozůstatek doby ledové.

## Přístup
Na břehu stoji turistická chata Samotnia. Již od 17. století zde stála pastýřská bouda.
Přístup je možný po turistické značce:
- modrá turistická značka - z Karpacze na Sněžku
- červená turistická značka - část hlavní hřebenovky přes planinu Równia pod Śnieżką vede nad jezerem.